# Felixstowe F.3
El Felixstowe F.3 fue un hidrocanoa británico de la Primera Guerra Mundial, sucesor del Felixstowe F.2 diseñado por el Teniente Comandante John Cyril Porte de la Marina Real, en la estación aeronaval de Felixstowe.

## Diseño y desarrollo
En febrero de 1917 voló el primer prototipo del Felixstowe F.3. Era un desarrollo más grande y pesado del Felixstowe F.2A, propulsado por dos motores Sunbeam Cossack de 239 kW (320 hp). Se realizaron grandes encargos, con los aviones de producción propulsados por Rolls-Royce Eagle. El mayor tamaño del F.3 le daba mayores alcance y carga de bombas que los del F.2, pero peores velocidad y agilidad. Se produjeron aproximadamente 100 Felixstowe F.3 antes del final de la guerra, incluyendo 18 ejemplares construidos por la Dockyard Constructional Unit en Malta.

## Historia operacional
El mayor F.3, que fue menos popular entre sus tripulaciones que el más maniobrable F.2A, sirvió tanto en el Mediterráneo como en el Mar del Norte.
En 1920, la Canadian Air Board sufragó un proyecto para realizar el primer vuelo transcanadiense y determinar la factibilidad de tales vuelos en futuros servicios de correo aéreo y de pasajeros. La etapa desde Rivière du Loup hasta Winnipeg fue volada por el Teniente Coronel Leckie y el Comandante Hobbs en un Felixstowe F.3. Seis F.3 sirvieron con la Fuerza Aérea Canadiense/Air Board entre 1921 y 1923.
El 22 de marzo de 1921, un hidrocanoa Felixstowe F.3 de la Aviación Naval Portuguesa (tripulado por los aviadores navales Sacadura Cabral y Ortins de Bettencourt, el navegador naval Gago Coutinho y el mecánico de aviación Roger Soubiran) realizó el primer vuelo entre el Portugal continental y Madeira.

## Operadores

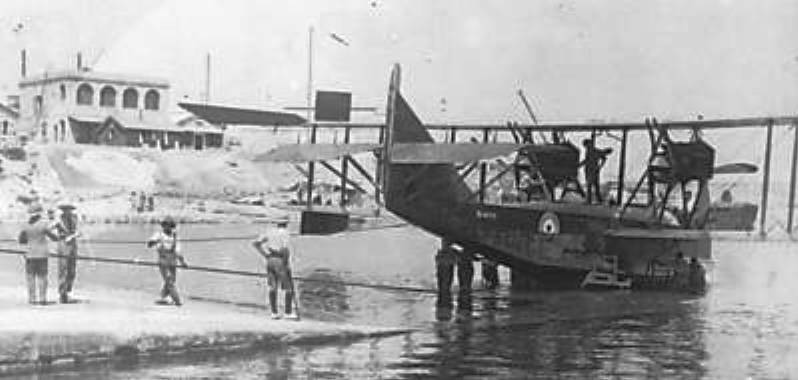
Felixstowe F.3 en la rampa de Kalafrana, Malta, alrededor de 1918. Los F.3 operaron en el Mediterráneo hacia el final de la guerra.

Australia
- Tasmania: dos ejemplares de uso comercial, llevando seis pasajeros o 1000 kg de carga.

 Canadá
- Canadian Air Board

 España
- Aeronáutica Naval
  - Dédalo (1922): tres ejemplares.

 Estados Unidos
- Armada de los Estados Unidos

 Portugal
- Aviación Naval Portuguesa

 Reino Unido
- Real Servicio Aéreo Naval
- Real Fuerza Aérea

## Especificaciones (F.3)
Referencia datos: British Naval Aircraft since 1912

### Características generales
- Tripulación: Cuatro
- Longitud: 15 m (49,2 ft)
- Envergadura: 31,1 m (102 ft)
- Altura: 5,7 m (18,7 ft)
- Superficie alar: 133 m² (1432 ft²)
- Peso vacío: 3610 kg (7956,4 lb)
- Peso cargado: 5550 kg (12 232,2 lb)
- Planta motriz: 2× motor lineal V12 refrigerado por líquido Rolls-Royce Eagle VIII.
  - Potencia: 257 kW (354 HP; 349 CV) cada uno.

### Rendimiento
- Velocidad máxima operativa (Vno): 147 km/h (91 MPH; 79 kt) a 610 m (2000 pies)
- Alcance: 6 horas
- Techo de vuelo: 2438 m (7999 ft)
- Carga alar: 41,8 kg/m² (8,6 lb/ft²)
- Potencia/peso: 0,092 kW/kg (0,056 hp/lb)
- Tiempo a altitud: 5 min 15 s a 610 m (2000 pies), 24 min a 2000 m (6500 pies)

### Armamento
- Ametralladoras: 

  - 4x Lewis de 7,7 mm (1 en el morro, 3 a mitad del fuselaje)
- Bombas: Hasta 420 kg debajo de las alas

## Aeronaves relacionadas

### Desarrollos relacionados
- Felixstowe F.5
- Felixstowe F5L
- Phoenix P.5 Cork[5]

### Secuencias de designación
- Secuencia F._ (interna de Felixstowe): F.1 - Baby - F.2 - F.3 - F.4 - F.5 - F5L